# Campeonato Mundial de Atletismo de 2017 - Lançamento de dardo feminino
A competição do lançamento de dardo feminino no Campeonato Mundial de Atletismo de 2017 foi realizada no Estádio Olímpico de Londres nos dias 6 e 8 de agosto. Barbora Špotáková da República Checa levou a medalha de ouro. 

## Recordes
Antes da competição, os recordes eram os seguintes:
| Recorde mundial                               | Barbora Špotáková (CZE)   | 72.28 | Estugarda, Alemanha       | 13 de setembro de 2008 |
| Recorde do campeonato                         | Osleidys Menéndeza (CUB)  | 71.70 | Helsinque, Finlândia      | 14 de agosto de 2005   |
| Recorde do ano                                | Sara Kolak (CRO)          | 68.43 | Lucerna, Suíça            | 6 de julho de 2017     |
| Recorde africano                              | Sunette Viljoen (RSA)     | 69.35 | Nova York, Estados Unidos | 9 de junho de 2012     |
| Recorde asiático                              | Lü Huihui (CHN)           | 66.13 | Pequim, China             | 30 de agosto de 2015   |
| Recorde da América do Norte, Central e Caribe | Olisdeilys Menéndez (CUB) | 71.70 | Helsínquia, Finlândia     | 14 de agosto de 2005   |
| Recorde da América do Sul                     | Flor Ruiz (COL)           | 63.84 | Cali, Colômbia            | 25 de junho de 2016    |
| Recorde europeu                               | Barbora Špotáková (CZE)   | 72.28 | Estugarda, Alemanha       | 13 de setembro de 2008 |
| Recorde da Oceania                            | Kimberley Mickle (AUS)    | 66.83 | Melbourne, Austrália      | 22 de março de 2014    |

Os seguintes recordes foram estabelecidos durante esta competição: 
| Recorde | Distância | Atleta    | Nacionalidade | Data                |
| ------- | --------- | --------- | ------------- | ------------------- |
| Ásia    | 67.59     | Lü Huihui | China         | 6 de agosto de 2017 |

## Medalhistas
| Ouro                    | Prata            | Bronze          |
| Barbora Špotáková (CZE) | Li Lingwei (CHN) | Lü Huihui (CHN) |

## Tempo de qualificação
| Tempo de qualificação |
| --------------------- |
| 61.40 metros          |

## Calendário
| Data                | Horário | Fase         |
| ------------------- | ------- | ------------ |
| 6 de agosto de 2017 | 19:05   | Qualificação |
| 8 de agosto de 2017 | 19:20   | Final        |

Todos os horários estão no horário local (UTC+1)

## Resultados

### Qualificação
Qualificação: 63,50 m (Q) ou as doze melhores performances (q) 
| Pos. | Grupo | Atleta                | Nacionalidade               | Tentativa | Tentativa | Tentativa | Marca | Notas |
| Pos. | Grupo | Atleta                | Nacionalidade               | 1         | 2         | 3         | Marca | Notas |
| ---- | ----- | --------------------- | --------------------------- | --------- | --------- | --------- | ----- | ----- |
| 1    | B     | Lü Huihui             | China                       | 67.59     |           |           | 67.59 | Q,    |
| 2    | B     | Martina Ratej         | Eslovênia                   | 65.64     |           |           | 65.64 | Q,    |
| 3    | A     | Katharina Molitor     | Alemanha                    | 61.76     | 65.37     |           | 65.37 | Q,    |
| 4    | A     | Liu Shiying           | China                       | x         | 58.89     | 64.72     | 64.72 | Q     |
| 5    | B     | Barbora Špotáková     | Chéquia                     | 59.04     | 64.32     |           | 64.32 | Q     |
| 6    | B     | Eda Tuğsuz            | Turquia                     | 62.13     | 61.51     | 63.87     | 63.87 | Q     |
| 7    | A     | Kelsey-Lee Roberts    | Austrália                   | 61.12     | 63.70     |           | 63.70 | Q     |
| 8    | A     | Sara Kolak            | Croácia                     | 63.03     | x         | 63.24     | 63.24 | q     |
| 9    | B     | Ásdís Hjálmsdóttir    | Islândia                    | 59.53     | 57.28     | 63.06     | 63.06 | q     |
| 10   | A     | Elizabeth Gleadle     | Canadá                      | 61.39     | 62.97     | x         | 62.97 | q     |
| 11   | A     | Tatsiana Khaladovich  | Bielorrússia                | 62.58     | 61.07     | 59.73     | 62.58 | q     |
| 12   | B     | Li Lingwei            | China                       | 62.26     | 62.29     | 60.78     | 62.29 | q     |
| 13   | B     | Anete Kociņa          | Letônia                     | x         | 62.26     | 58.75     | 62.26 |       |
| 14   | A     | Marharyta Dorozhon    | Israel                      | 56.02     | 61.33     | x         | 61.33 |       |
| 15   | A     | Kara Winger           | Estados Unidos              | 61.27     | 58.24     | 59.63     | 61.27 |       |
| 16   | A     | Marina Saito          | Japão                       | 59.21     | 57.29     | 60.86     | 60.86 |       |
| 17   | B     | Christin Hussong      | Alemanha                    | 57.53     | 56.92     | 60.86     | 60.86 |       |
| 18   | B     | Laila Domingos        | Brasil                      | 60.54     | 56.44     | 60.10     | 60.54 |       |
| 19   | A     | Nikola Ogrodníková    | Chéquia                     | 59.99     | x         | 55.89     | 59.99 |       |
| 20   | B     | Annu Rani             | Índia                       | 57.34     | 59.93     | 57.16     | 59.93 |       |
| 21   | A     | Madara Palameika      | Letônia                     | x         | 59.54     | x         | 59.54 |       |
| 22   | B     | Marcelina Witek       | Polónia                     | 59.00     | x         | x         | 59.00 |       |
| 23   | A     | Flor Ruiz             | Colômbia                    | 57.93     | 57.94     | x         | 57.94 |       |
| 24   | A     | Yuki Ebihara          | Japão                       | 55.36     | 57.51     | x         | 57.51 |       |
| 25   | B     | Kathryn Mitchell      | Austrália                   | 57.42     | x         | x         | 57.42 |       |
| 26   | A     | Liveta Jasiūnaitė     | Lituânia                    | 50.51     | 55.05     | 55.80     | 55.80 |       |
| 27   | A     | Sigrid Borge          | Noruega                     | 54.94     | 55.08     | x         | 55.08 |       |
| 28   | B     | Ariana Ince           | Estados Unidos              | x         | 54.52     | x         | 54.52 |       |
| 29   | B     | Risa Miyashita        | Japão                       | 51.57     | 53.43     | 53.83     | 53.83 |       |
| 30   | A     | Hanna Hatsko-Fedusova | Ucrânia                     | x         | 51.90     | x         | 51.90 |       |
| 31   | B     | Vera Rebrik           | Atletas Neutros Autorizados | x         | x         | r         | NM    |       |

### Final
A final da prova ocorreu dia 8 de agosto às 19:20. 
| Pos.              | Atleta               | Nacionalidade | Tentativa | Tentativa | Tentativa | Tentativa | Tentativa | Tentativa | Marca | Notas           |
| Pos.              | Atleta               | Nacionalidade | 1         | 2         | 3         | 4         | 5         | 6         | Marca | Notas           |
| ----------------- | -------------------- | ------------- | --------- | --------- | --------- | --------- | --------- | --------- | ----- | --------------- |
| Medalha de ouro   | Barbora Špotáková    | Chéquia       | 58.48     | 66.76     | x         | 65.64     | 62.57     | 63.75     | 66.76 |                 |
| Medalha de prata  | Li Lingwei           | China         | 61.81     | 63.01     | 66.25     | 65.38     | x         | x         | 66.25 | Recorde pessoal |
| Medalha de bronze | Lü Huihui            | China         | 62.71     | 62.44     | 61.95     | 60.87     | 65.26     | 58.30     | 65.26 |                 |
| 4                 | Sara Kolak           | Croácia       | x         | 64.95     | x         | 57.38     | 63.50     | x         | 64.95 |                 |
| 5                 | Eda Tuğsuz           | Turquia       | 61.81     | 64.52     | x         | 63.68     | 64.47     | 62.77     | 64.52 |                 |
| 6                 | Tatsiana Khaladovich | Bielorrússia  | 63.04     | 64.05     | x         | x         | 62.62     | x         | 64.05 |                 |
| 7                 | Katharina Molitor    | Alemanha      | 59.81     | 63.75     | 59.67     | 59.67     | 59.80     | 58.30     | 63.75 |                 |
| 8                 | Liu Shiying          | China         | x         | x         | 62.28     | 62.84     | 61.31     | 61.39     | 62.84 |                 |
| 9                 | Martina Ratej        | Eslovênia     | 61.05     | x         | 59.11     |           |           |           | 61.05 |                 |
| 10                | Kelsey-Lee Roberts   | Austrália     | 60.76     | 58.39     | 59.76     |           |           |           | 60.76 |                 |
| 11                | Ásdís Hjálmsdóttir   | Islândia      | 57.38     | 60.16     | x         |           |           |           | 60.16 |                 |
| 12                | Elizabeth Gleadle    | Canadá        | 60.12     | 58.87     | 58.36     |           |           |           | 60.12 |                 |

Legenda
| Recorde mundial       | Recorde mundial (World record)               |                       | Recorde africano                      | Recorde africano (African) |                                           | Q | Classificado por posição (Qualified) |
| Recorde do campeonato | Recorde do campeonato (Championship record)  | Recorde da América    | Recorde da América (Americas)         | q                          | Classificado por melhor tempo (Qualified) |   |                                      |
| Melhor marca do ano   | Melhor marca do ano (World leading)          | Recorde asiático      | Recorde asiático (Asian)              | DNS                        | Não largou (Did not start)                |   |                                      |
| Recorde nacional      | Recorde nacional (National record)           | Recorde europeu       | Recorde europeu (European)            | DNF                        | Não terminou (Did not finish)             |   |                                      |
| Recorde pessoal       | Recorde pessoal do atleta (Personal best)    | Recorde da Oceania    | Recorde da Oceania (Oceania)          | DSQ / DQ                   | Desclassificado (Disqualified)            |   |                                      |
| Recorde da temporada  | Recorde da temporada do atleta (Season best) | Recorde sul-americano | Recorde sul-americano (South America) | NM                         | Sem marca (No mark)                       |   |                                      |